# Zorica Dimitrijević-Stošić
Zorica Dimitrijević-Stošić (Smederevo, Serbia, 3 de febrero de 1934-Belgrado, 13 de febrero de 2013) fue una pianista serbia. 

## Carrera artística
Se graduó en la Academia de Música de Belgrado en 1959. Posteriormente estudió en Venecia en las clases del profesor Gino Gorny. Ha actuado junto al famoso clarinetista Milenko Stefanović.